# Odette Rosenstock
Pour les articles homonymes, voir Rosenstock et Abadi.
Odette Abadi
Odette Rosenstock, née le 24 août 1914 à Paris et morte le 29 juillet 1999 dans la même ville est une médecin juive et une résistante française, rapatriée de déportation en mai 1945.
Odette Rosentock (Sylvie Delattre) est particulièrement connue pour son action durant l'occupation allemande pour avoir créé, avec celui qu'elle épousera après la guerre, Moussa Abadi, le Réseau Marcel,. Grâce à ce réseau, 527 enfants juifs ont pu être cachés et sauvés entre 1943 et 1945 dans la région de Nice.

## Biographie

### Enfance et formation
Odette Rosenstock naît à Paris le 24 août 1914 dans le 2e arrondissement de Paris, dans le quartier du Sentier, elle est la fille de Camille Rosenstock (1882-1967) et de Marthe Irma née Legendre (1889-1943). Sa mère Marthe, lorraine d’origine israélite, a opté pour la nationalité française en 1870. Son père est né à Bischheim dans le Bas-Rhin. Ses parents tiennent une fabrique de confection. Elle a une sœur, Simone (1919-1943).
Odette passe son baccalauréat au lycée Lamartine en 1933. Elle suit ensuite des études de droit avant de s’inscrire en faculté de médecine.
À la fin de la Guerre d'Espagne en 1938, Odette se rend dans les Pyrénées avec la Centrale Sanitaire pour accueillir les réfugiés républicains espagnols de la guerre et assiste à l’ouverture des camps d’internement de Rivesaltes, Argelès et Perpignan. Elle participe à quelques actions clandestines en faisant sortir des réfugiés du camp, dans des camions sanitaires, en les orientant vers les hôpitaux et en leur apportant les premiers soins.

### Seconde Guerre mondiale et résistance
De retour à Paris, Odette Rosenstock rencontre Moussa Abadi en décembre 1939 par l'intermédiaire d'une amie commune.
Elle effectue le remplacement d'un médecin à Vanves puis d'un autre à Condé-en-Brie. Elle est ensuite nommée inspecteur médical de la Sécurité sociale aux Centres d’Évacuation des enfants des écoles de la ville de Paris, puis médecin inspecteur des écoles du Loiret à Montargis. Elle est exclue du cadre professionnel le 3 octobre 1940 par les lois anti-juives en vigueur. Elle rentre à Paris pour travailler comme vacataire dans des dispensaires juifs.
Odette rejoint Moussa en novembre 1942 à Nice. Elle y exerce les fonctions de médecin dans un dispensaire de l'OSE (Œuvre de secours aux enfants). Bien qu'étant en zone italienne, Odette et Moussa prennent conscience du danger à venir. Ils décident ensemble d'organiser le sauvetage des enfants juifs. Le réseau Marcel est né. Odette œuvre pour le réseau Marcel avec le concours de monseigneur Rémond qui la couvre en la rebaptisant Sylvie Delattre et en lui conférant le titre d'assistante sociale chargée de s’occuper des enfants des œuvres du Diocèse. En septembre 1943, sa sœur et sa mère sont arrêtées sur la ligne de démarcation en voulant rejoindre leurs père et mari en zone libre, déportées et assassinées à leur arrivée à Auschwitz.
Odette est arrêtée à son tour le 25 avril 1944 par la Milice sur dénonciation chez elle à Nice. Elle est interrogée à l'hôtel Excelsior puis a l'hôtel Hermitage. Odette ne dira rien des activités du réseau. Elle quitte Nice le 2 mai 1944 pour Drancy. Responsable du convoi no 74, elle est ensuite déportée avec 1 200 personnes à Auschwitz-Birkeneau sous le matricule A05598. Grâce à son statut de médecin, elle est nommée médecin du Revier (« infirmerie » du camp). Elle tente avec le peu de moyens médicaux dont elle dispose de soulager les autres détenus. En novembre 1944, devant l'avance de l'Armée rouge, les nazis évacuent le camp vers Bergen-Belsen. Odette a contracté le typhus dont elle se remet péniblement. Bergen Belsen est libéré par les Anglais le 15 avril 1945. Odette est rapatriée.

### Après la guerre
De retour à Nice, Odette Rosenstock reprend son activité de médecin au dispensaire de l'OSE de fin juin 1945 au début de 1948. Elle rentre à Paris en 1948. Elle devient médecin inspecteur vacataire des écoles dans le 12e arrondissement. Elle exerce ensuite des fonctions de médecin chef au laboratoire d'hygiène de la ville de Paris, en tant que proche collaboratrice du professeur Albert Besson, alors directeur général des services d'hygiène de la Ville de Paris.
Odette et Moussa se marient le 3 novembre 1959 à la mairie du 12e arrondissement. Le rabbin Daniel Farhi les unira religieusement le 21 novembre 1989.
En 1995, elle publie Terre de détresse. Elle aura mis plus de quarante ans pour écrire ce témoignage sur son expérience des camps. Elle en restera à jamais marquée.

### Mort
Moussa meurt le 15 septembre 1997. Après avoir accompli la tâche qu’elle s’était donnée de préserver la mémoire de Moussa, elle décide « d’en finir avec la vie » et meurt le 29 juillet 1999 dans le 12e arrondissement de Paris. Odette Rosenstock laisse à ses proches une lettre dans laquelle elle exprime ses motivations et sa gratitude à leur égard. Elle est inhumée au cimetière du Montparnasse (division 30) aux côtés de son mari.

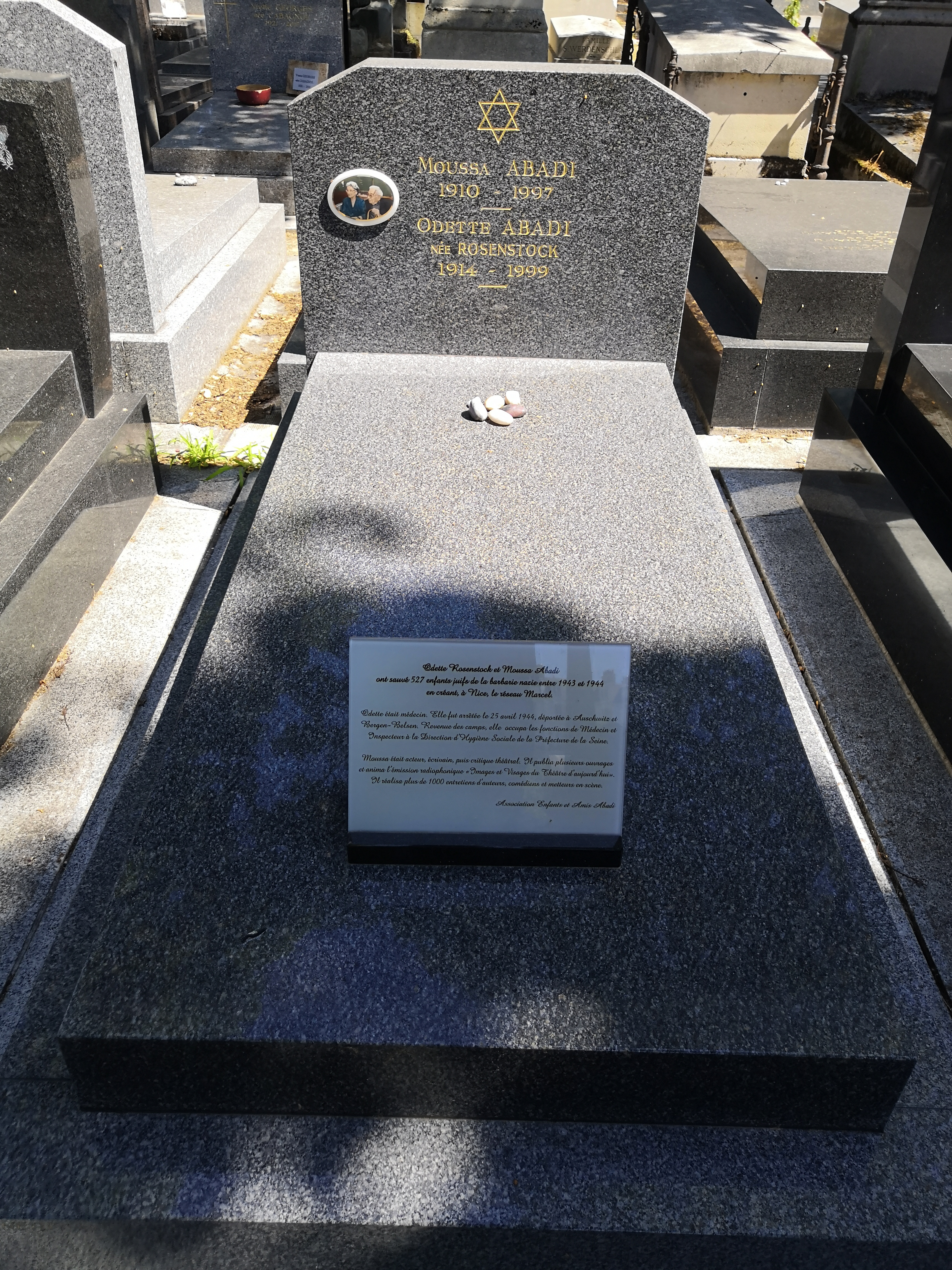
La tombe de Moussa et Odette Abadi, née Rosenstock, au cimetière Montparnasse à Paris.

## Distinctions
- Chevalier de la Légion d'honneur (mai 1980)
- Médaille de la Résistance française (décret du 31 mars 1947)
- Médaille de la Reconnaissance française (juin 1947)
- Médaille d'honneur des épidémies (janvier 1947)
- Médaille d’argent pour l’Éducation sanitaire de la population (1965)
- Médaille d'argent de l'Académie nationale de médecine (avril 1980)
- Citation du Sauveteur Juif - Jewish Rescuer Citation (Israël) (2019)[11]

## Hommage

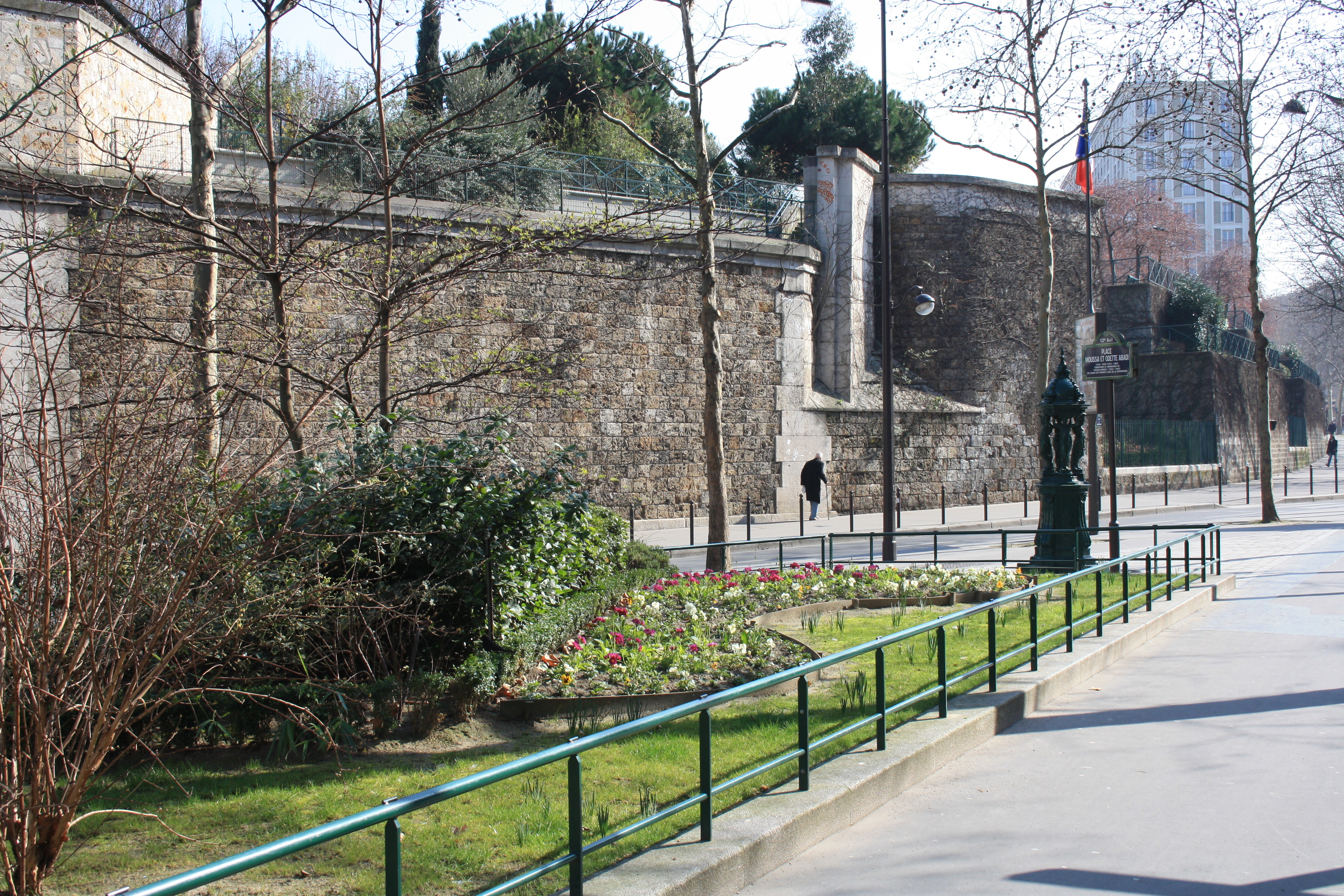
La place Moussa-et-Odette-Abadi.

La place Moussa-et-Odette-Abadi dans le quartier de Bercy du 12e arrondissement de Paris est dédiée à Moussa et Odette Abadi le 1er février 2008.

## Publications
- Terre de détresse : Birkenau, Bergen-Belsen, Paris, L'Harmattan, coll. « Mémoires du XXe siècle », 1995, 181 p. (OCLC 645079740)